# ترور میکونوس
در ماجرای ترور میکونوس که در رستورانی به همین نام واقع در برلین، آلمان و در تاریخ ۱۷ سپتامبر ۱۹۹۲ برابر ۲۶ شهریور ۱۳۷۱ رخ داد، که در آن صادق شرفکندی رهبر حزب دموکرات کردستان ایران و چند تن دیگر از اپوزیسیون کُرد به‌دست عوامل جمهوری اسلامی ایران، به قتل رسیدند، و دادگاه آلمان حکم جلب علی فلاحیان وزیر اطلاعات و برخی دیگر از مقامات ایرانی را صادر کرد. این ترور، که در زمان خود «بزرگ‌ترین حمله کشوری خارجی در خاک آلمان بعد از جنگ جهانی دوم» محسوب می‌شد، تأثیر زیادی بر روی روابط بین ایران و کشورهای اروپایی داشت.

## پیشینه
از آنجا که از تاریخ ۲۳ تا ۲۶ شهریور سال ۱۳۷۱ کنگرهٔ جهانی انترناسیونال سوسیالیست در برلین در حال برگزاری بود، فعالان سوسیال ایران که عموماً از فعالان سیاسی ایرانی و مخالف جمهوری اسلامی ایران بودند از جمله صادق شرفکندی دبیرکل حزب دمکرات کردستان ایران برای شرکت در این مراسم به آلمان رفته بودند. در این میان دعوتی در روز ۱۷ سپتامبر ۱۹۹۲ مطابق ۲۶ شهریور۱۳۷۱، از ۱۵ الی ۲۰ نفر از ایرانیان جهت حضور در رستوران میکونوس که صاحب آن، عزیز غفاری، ایرانی بود و پاتوق ایرانی‌های مقیم برلین به‌شمار می‌رفت، صورت گرفت.

## شرح واقعه
در روز جلسه شش نفر از دعوت شدگان در رستوران حاضر شدند؛ که علاوه بر آن‌ها دو نفر به صورت اتفاقی و صاحب رستوران (جمعاً ۹ نفر) به همراه خدمتکاران در رستوران حاضر بوده‌اند:
- صادق شرفکندی، دبیرکل حزب دموکرات کردستان ایران
- همایون اردلان، نماینده حزب دموکرات کردستان ایران در آلمان
- فتاح عبدلی، نماینده حزب دموکرات کردستان ایران در اروپا
- نوری دهکردی، کارمند صلیب سرخ و فعال در امور پناهندگان ایرانی مقیم آلمان و از اعضای کنفدراسیون بین‌المللی دانشجویان ایرانی[۶]
- پرویز دستمالچی، عضو کنفدراسیون بین‌المللی دانشجویان ایرانی[۷]
- عزیز غفاری، صاحب رستوران
- فرهاد فرجاد

نخست‌وزیر سابق سوئد، رهبر وقت حزب سوسیال دموکرات سوئد و دبیر سیاسی وقت حزب نیز از دعوت شدگان بودند و با اینکه شرکت در میهمانی را پذیرفته بودند، اما حضور آن‌ها در آخرین ساعات لغو شد.
ساعت حدود ۲۲ و ۵۰ دقیقه ناگهان سه فرد مسلح وارد رستوران شدند. یکی نزدیک در ورودی و دومی در قسمت جلویی رستوران می‌ایستند و نفر سوم نیز مسلسل به دست وارد قسمت پشتی رستوران که ۶ ایرانی در آنجا دور یک میز نشسته بودند رفته فحشی به حاضران می‌دهد و همه آن‌ها را به رگبار می‌بندد. بعد از دو رگبار مسلسل نفر دوم به مجروحان تیر خلاص شلیک می‌کند. از جمع افراد حاضر در رستوران هیئت رهبری حزب دموکرات کردستان ایران در جا کشته می‌شوند، نوری دهکردی در بیمارستان فوت می‌کند و عزیز غفاری از ناحیه پا و شکم زخمی می‌شود. چهار نفر دیگر نیز جان سالم به در بردند: پرویز دستمالچی و فرهاد فرجاد، که دور همان میز حضور داشتند، با وجود تیراندازی شدید توسط مسلسل، آسیبی نمی‌بینند. دو فرد دیگر نیز به صورت اتفاقی در رستوران حضور داشتند.
ضاربان همگی موفق به فرار می‌شوند.

## شناسایی و دستگیری عاملان
دو تن از ضاربان، عباس راحیل و یوسف امین، از اعضای حزب‌الله لبنان، سه هفته بعد از ترور در شهر راینه (ایالت نورتراین وستفالن) دستگیر می‌شوند. اعترافات امین منجر به دستگیری دیگر اعضای ترور (از جمله کاظم دارابی، محمد ادریس و عطاالله ایاد) و صدور حکم جلب برای دیگر اعضای متواری می‌شود.
سه نفر اعضای تیم ترور موفق به ترک خاک آلمان قبل از دستگیری می‌شوند:
- عبدالرحمان بنی هاشمی (با نام مستعار ابو شریف)، فرمانده عملیات، مسلسل‌چی، متواری به ایران[۴]
- ابوجعفر، معروف به حیدر، متواری، از اعضای حزب‌الله لبنان، ساکن شهر اسنابروک آلمان.[۱۰] متواری لبنان و نهایتاً ایران
- علی صبرا، عضو حزب‌الله لبنان. متواری لبنان

## نقش عزیز غفاری، صاحب رستوران
نزدیک به ۳۰ سال بعد از ترور میکونوس روزنامه دی‌تسایت آلمان به نقش عزیز غفاری در ترور میکونوس پرداخت. او که خود از ناحیه شکم و پا به مجروح شده بود بعداً به عنوان خائن و کسی که دیگران را لو داده بود مورد ظن ایرانیان (تبعیدی) برلین واقع شد. در محل زندگی او مقداری زیادی پول نقد کشف شد که برای یک صاحب رستوران بیش از اندازه زیاد به نظر می‌رسید. او که خود بعد از انقلاب ۵۷ به آلمان پناهنده شده بود و در سال ۱۹۹۱ رستوران میکونوس را به قیمت ۱۰۰۰۰۰ مارک خریداری می‌کند و در مقابل دادگاه ادعا می‌کند که این پول را از قبل داشته است.
در شب ترور رستوران تقریباً خالی است و ضاربان از طریق تماسی تلفنی از داخل رستوران از حضور قربانیان آگاه می‌شوند، هرچند تماس‌گیرنده هرگز شناسایی نمی‌شود.
طبق شهادت خود و همسرش در دادگاه، غفاری از قبل با دارابی آشنایی داشته و از سال ۱۹۹۲ به بعد نیز روابطش با جمهوری اسلامی از طریق فردی به نام «هاشمی» بیشتر می‌شود. او همچنین کسی است که در بیمارستان پلیس را از در دست داشتن دولت ایران در این ترور آگاه می‌کند.

## دادگاه محاکمه عاملان ترور
یک سال بعد از حادثه رستوران میکونوس یک ایرانی به نام کاظم دارابی که مشکوک به عضویت در سپاه پاسداران و نهادهای امنیتی جمهوری اسلامی بود و ۴ لبنانی به نام‌های یوسف امین، محمد اتریس، عطاالله عیاد و عباس راحیل توسط پلیس آلمان دستگیر شده بودند. عبدالرحمان بنی‌هاشمی مأمور امنیتی جمهوری اسلامی که رهبری عملیات را بر عهده داشت نیز به ایران گریخته بود. محاکمه متهمان در ششم آبان ۱۳۷۲ در آلمان آغاز شد. دادگاه این عده حدود ۵ سال (۲۴۷ جلسه) طول کشید و حدود ۹ میلیون فرانک هزینه دربرداشت. در جلسات این دادگاه بیش از ۱۷۰ نفر در دادگاه حاضر و در مورد حادثه ترور شهادت دادند. شهادت برخی از این افراد ضد جمهوری اسلامی و برخی نیز به نفع جمهوری اسلامی ایران بود.
دادستان دادگاه برونو یوست و قاضی آن فریچوف کوبش بودند. حکم دادگاه میکونوس در بیست و یکم فروردین سال ۱۳۷۶ صادر شد و طی آن کاظم دارابی از اتباع ایرانی و عباس راحیل تبعه لبنان به حبس ابد و یوسف امین و محمد اتریس هر دو از اتباع لبنان به ترتیب به ۱۱ و ۵ سال زندان محکوم شدند. در این حکم متهم دیگر نیز به نام عطاالله ایاد تبرئه شد.
به دنبال حکم دادگاه به تاریخ ۱۰ آوریل ۱۹۹۷ حکم جلب بین‌المللی برای علی فلاحیان وزیر وقت اطلاعات جمهوری اسلامی صادر شد. همچنین دادگاه حکم داد که ترور با اطلاع مستقیم علی خامنه‌ای رهبر جمهوری اسلامی، اکبر رفسنجانی رئیس‌جمهور، و علی اکبر ولایتی وزیر خارجه وقت انجام شده است.

## رخدادهای مهم پس از دادگاه

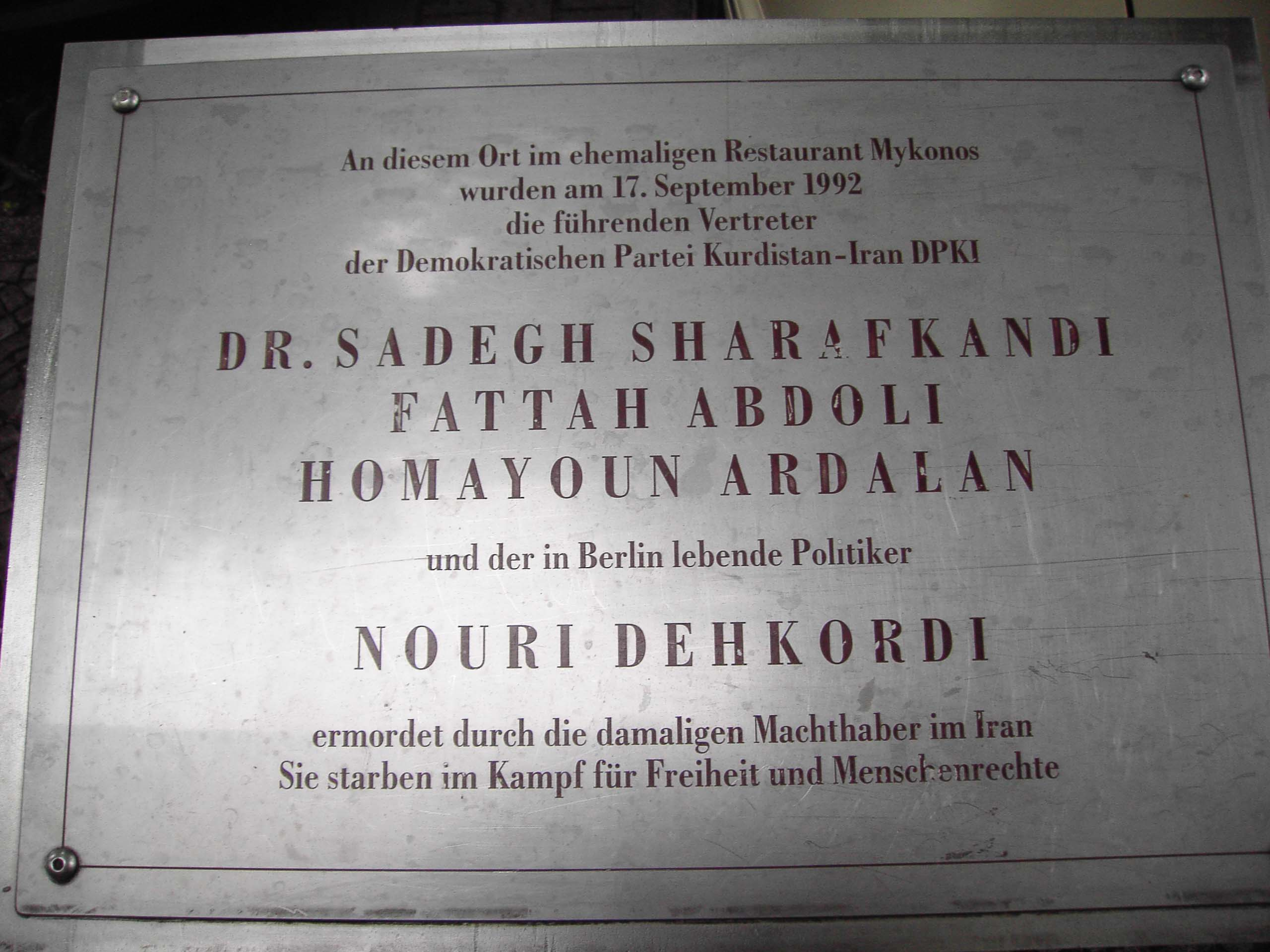
اسامی ۴ کشته شده در لوح یادبود

### اقدامات سیاسی
دادگاه میکونوس از پراهمیت‌ترین دادگاه‌هایی بود که در آلمان تشکیل شد و مقامات عالی نظام جمهوری اسلامی را به دست داشتن در قتل مخالفان خود در خارج از ایران متهم کرد و برای اولین بار به خاطر تروریسم دولتی توسط دادگاه میکونوس محکوم شدند. همچنین چند ماه بعد «رونالد جورج» دادستان کل آلمان، رهبر ایران سید علی خامنه‌ای، رئیس‌جمهور علی اکبر هاشمی رفسنجانی، وزیر امور خارجه (علی اکبر ولایتی) و وزیر اطلاعات وقت ایران (علی فلاحیان) را به دخالت در این ماجرا متهم کرد. ابوالحسن بنی‌صدر نیز در دادگاهی که برای واقعهٔ ترور میکونوس در آلمان تشکیل شد، علیه نظام جمهوری اسلامی شهادت داد و مقامات عالی نظام جمهوری اسلامی را به دست داشتن در ترور رهبران مخالف کُرد متهم کرد.

### آزادی دارابی
کاظم دارابی ۱۰ دسامبر ۲۰۰۷، پس از تحمل ۱۵ سال حبس، از زندان آزاد شد و به ایران بازگشت. همچنین دادگاه رسیدگی به پرونده در طی حکمی کمیته امور ویژه جمهوری اسلامی را که سید علی خامنه‌ای یکی از اعضای آن بود، متهم به دادن دستور این ترور کرد. پس از این حکم آلمان و ایران سفرای خود در دو کشور را فرا خواندند و آلمان چهار دیپلمات ایرانی را از این کشور اخراج کرد. تمامی کشورهای عضو اتحادیه اروپا نیز سفرای خود را از ایران فراخواندند. ایران نیز در پاسخ به این حرکت اتحادیه اروپا سفیران خود را از کشورهای عضو این اتحادیه فرا خواند و روابط دو طرف دچار بحران شد که تا سه ماه بعد و پیروزی محمد خاتمی در انتخابات ریاست جمهوری ادامه داشت.

### نصب لوح یادبود
بعد از ترور میکونوس همواره نیروهای آزادی‌خواه و خانواده‌های این قربانیان در تلاش بودند تا جلوی رستوران میکونوس (که نام آن امروز به سایگون تغییر یافته است) لوح یادبودی را بنا نمایند که این ایده پس از گذشت سال‌ها از حکم دادگاه میکونوس توسط شهردار منطقه شارلوتنبورگ-ویلمرسدورف برلین، مونیکا تیمین عملی شد. سران جمهوری اسلامی سعی داشتند جلوی برگزاری دادگاه برلین و نتایج آن را بگیرند. آنان با تهدید به اینکه بنای این لوحه بی‌پاسخ نخواهد ماند و ایران نیز در اقدامی جلوی سفارت آلمان در تهران، لوحه قربانیان بمب‌های شیمیایی جنگ ایران – عراق را با نام شرکت‌های آلمانی شریک در تهیه بمب‌های شیمیایی برای عراق برپا می‌کند، کوشش نمود که مانع برپایی این لوحه گردد؛ ولی مونیکا تیمن به این موضوع اهمیت نداد و بنای لوح یادبود را به مرحله عمل درآورد. متن این لوح به شرح زیر است:
«در این محل، محل قدیمی رستوران میکونوس در تاریخ ۱۷ سپتامبر ۱۹۹۲، رهبران حزب دمکرات کردستان ایران دکتر صادق شرفکندی، فتاح عبدلی، همایون اردلان به همراه نوری دهکردی، سیاستمدار ساکن برلین توسط حاکمان سابق ایران به قتل رسیدند. آنان در راه مبارزه برای آزادی و حقوق بشر کشته شدند.»
محمود احمدی‌نژاد، شهردار وقت تهران پیرو نصب این تابلو اعلام کرد لوح یادبود جانبازان شیمیایی جنگ ایران و عراق را در برابر سفارت آلمان در تهران نصب خواهد کرد. او همچنین در نامه‌ای به همتای خود کلاوس وورایت، شهردار برلین در آن زمان، نصب این لوح را «اهانت به ایران» دانست.

## اقتباس در رسانه‌ها
- مهران پاینده، عباس خداقلی و حمید نوذری در کتاب هنوز در برلن قاضی هست به شرح این واقعه و دادگاه برلین می‌پردازند.
- رؤیا حکاکیان نویسنده ایرانی با اقتباس از این ماجرا کتاب قاتلان قصر فیروزه را در آمریکا به چاپ رسانده است.[۲۳][۲۴][۲۵]
- محسن کاظمی، خاطرات کاظم دارابی، یکی از متهمان دادگاه ترور میکونوس، را در کتاب نقاشی قهوه‌خانه به چاپ رسانده است.[۲۶]